# Liste des maires de Miribel (Ain)

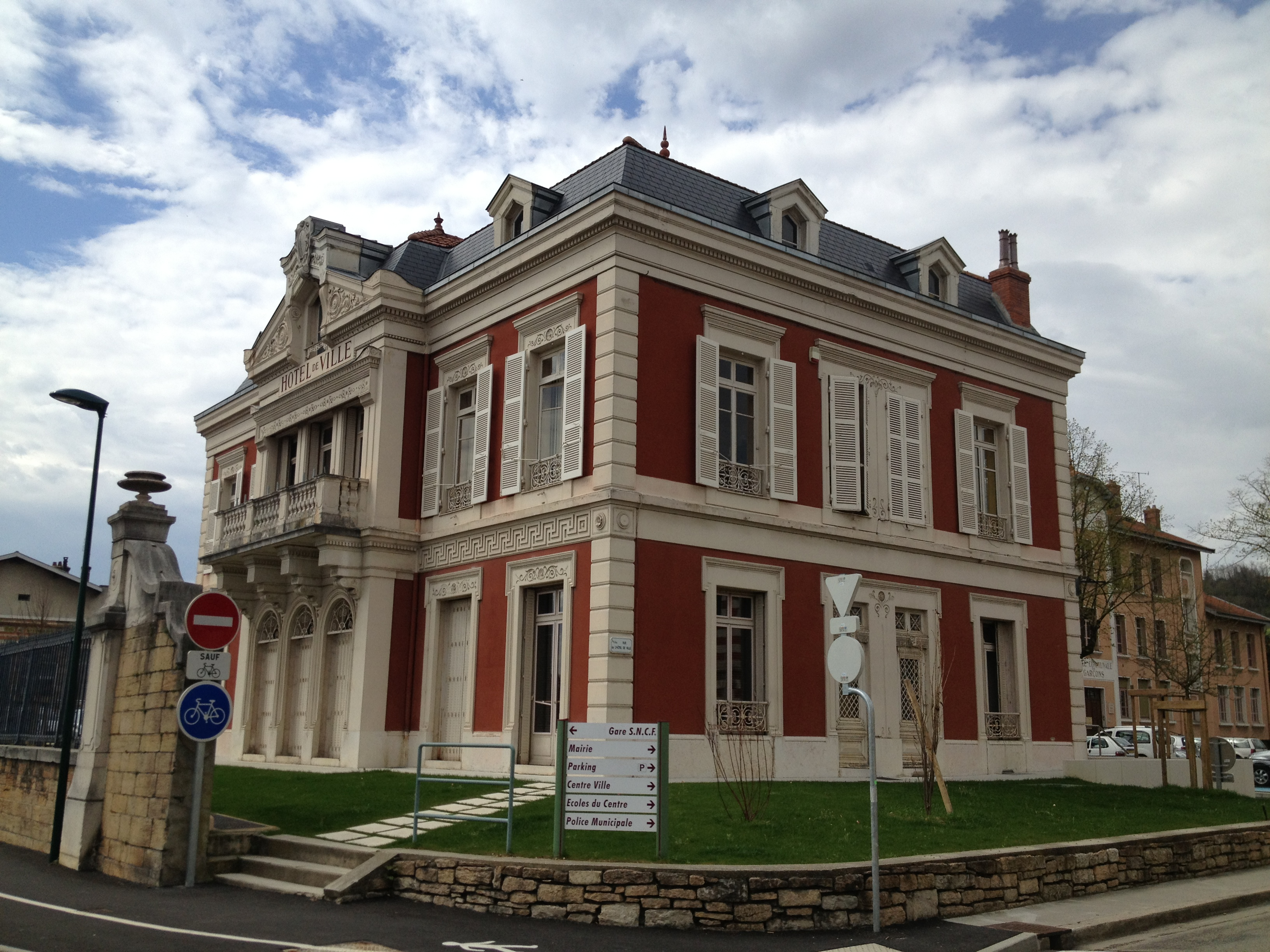
Le « Château Grobon », la mairie de Miribel, ici en avril 2013.

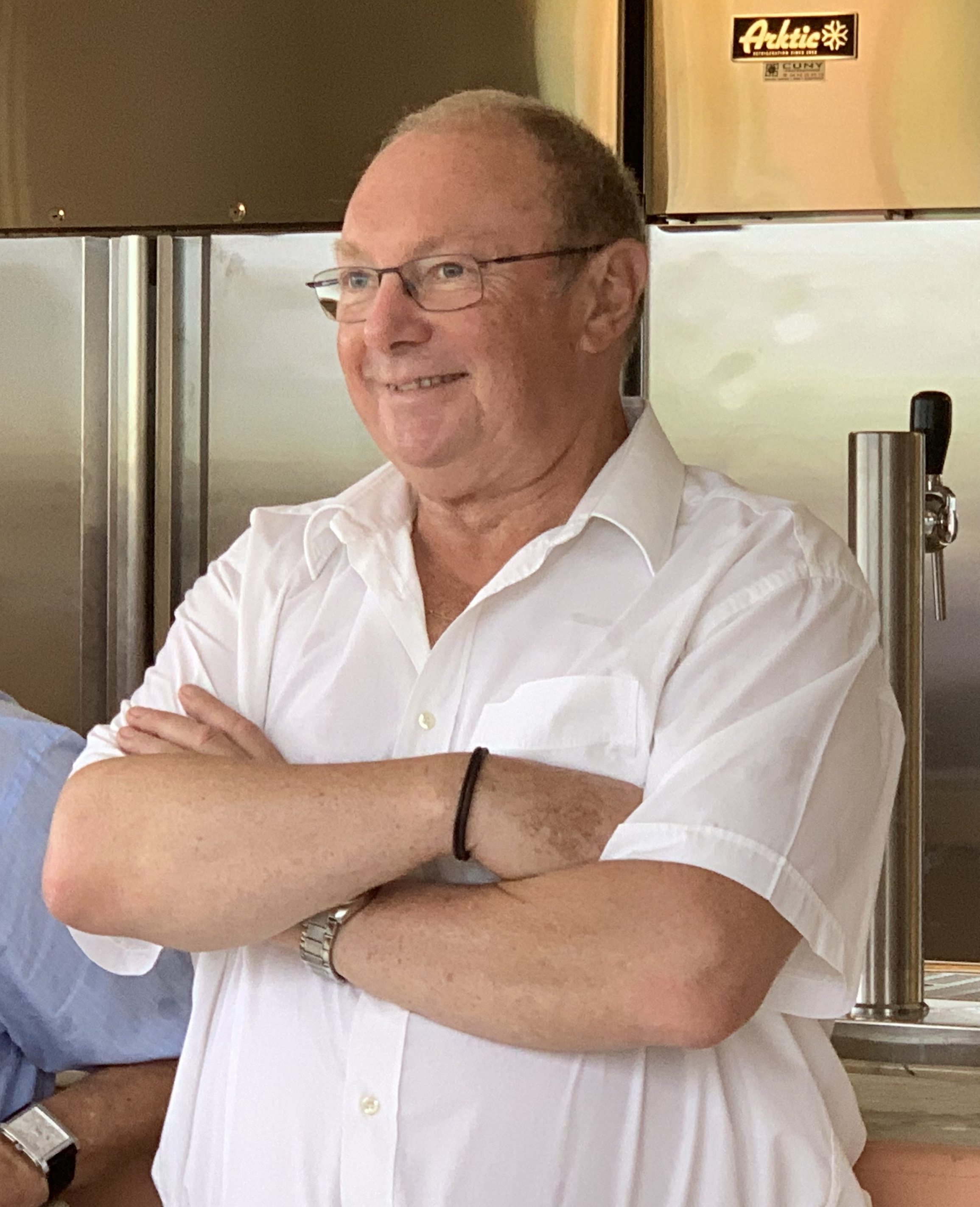
Jean-Pierre Gaitet, maire de Miribel depuis 2020.

La liste des maires de Miribel (Ain)  présente la liste des maires de la commune de Miribel (Ain) .

## Liste des maires successifs
| Période         | Période          | Identité                          | Étiquette     | Qualité |
| --------------- | ---------------- | --------------------------------- | ------------- | --- |
| 14 février 1791 | 14 décembre 1791 | Jacques Pierron                   |               | |
| 14 février 1792 | 1800             | Théodore Giroud                   |               | |
| 1800            | 1808             | Noël Larue                        |               | |
| 1808            | 1816             | Alexandre Passerat de La Chapelle |               | |
| 1816            | 1821             | Étienne Pulignieu de Vantia       |               | |
| 1821            | 1823             | Louis Alliod                      |               | |
| 1823            | 1827             | Claude Duquaire                   |               | |
| 1827            | 1843             | Jean-Antoine Simon                |               | |
| 1843            | 1847             | François Favrot                   |               | |
| 1847            | 1852             | Antoine Louis Larue               |               | |
| 1852            | 1865             | François Favrot                   |               | Second mandat après 1843-1847. |
| 1865            | 1870             | Henri Grobon (1822-1893)          |               | Industriel. |
| 1870            | 1880             | Claude Rigaud                     |               | |
| 1880            | 1881             | Léon Barthélémy Tabourin          |               | Premier adjoint faisant office de maire. |
| 1881            | 1888             | Jean-Baptiste Sève                |               | |
| 1880            | 1881             | Léon Barthélémy Tabourin          |               | Second mandat après 1880-1881. Maire jusqu'à son décès en 1894. |
| 1894            | 1900             | Pierre Peguet (1839-1911)         |               | Propriétaire-rentier. Père de l'épouse de Jean-Marie Degoutte. |
| 1900            | 1912             | Abraham Gauthier (1848-1913)      |               | Apprenti, ouvrier, contremaître puis directeur de l'usine Grobon (T.I.A.G).                                                                                                  |
| 1912            | 1928             | Pierre Coqui (1863-1928)          |               | Patron du « Bar Coqui » (en 2013, le « Sporting Bar »). |
| 1928            | 1934             | Louis Berthet (1868-1934)         |               | Marchand de vins. |
| 1934            | 1953             | Pétrus Besson (1890-1959)         |               | Directeur des établissements Besson et Fils (teinture et apprêts). |
| 1953            | 1959             | Léon Drivot (1883-1970)           |               | Instituteur à Neyron puis à Miribel. Retraité lors de son mandat. |
| 1959            | 1971             | Jean Meiffre (1908-1996)          |               | Militaire (colonel). Retraité lors de son mandat. |
| 1971            | 1983             | Charles Billandon (1921-2008)     |               | Huissier de justice. |
| 1983            | 1995             | Jean Beaufort (1928-2017)         |               | Salarié à l'usine textile de Saint-Maurice-de-Beynost. Directeur de la maison de retraite Bon Séjour de 1964 à 1991. Conseiller général du canton de Miribel de 1982 à 1998. |
| 1995            | 2014             | Jacques Berthou                   | Divers gauche | Ingénieur EDF Conseiller général du canton de Miribel de 1998 à 2009 Sénateur de l'Ain de 2008 à 2014.                                                                       |
| 2014            | 2020             | Sylvie Viricel                    | Divers gauche | |
| 2020            | En cours         | Jean-Pierre Gaitet                | DVD           | Conseiller départemental du canton de Miribel |

## Pour approfondir